# 萱沙炎公園
萱沙炎公園（泰語： Suan Sayam）或称暹罗公园，位於泰國曼谷漢那堯縣社里泰路（Serithai Road）99號，為於1980年11月開幕的大型綜合性遊園地。

## 設施
- 大型機動遊戲
- 真雪樂園
- 水上樂園：七層樓高的滑水梯、人造沙灘、嬉水池、按摩池等多個游泳池。
- 動物園

## 公共交通
- 從曼谷國際機場搭乘第559號大型公共汽車才能直達。

## 荣誉奖
暹罗公园13,600平方米的波浪水池，自2009年以来被吉尼斯世界纪录认证为世界最大的波浪池。

## 外部連結
- 萱沙炎公園的官方網站 （页面存档备份，存于）